# Pontinvrea
Pontinvrea ( O Ponte e o Ponte d’Invrea in ligure) è un comune italiano di 813 abitanti della provincia di Savona in Liguria.

## Geografia fisica
Il comune è situato sul versante settentrionale dell'Appennino ligure. Circondato da boschi ed attraversato dal torrente Erro, è meta di villeggiatura estiva per il suo clima fresco in estate (temperatura media di luglio +20,1 °C). Gli inverni sono piuttosto freddi e nevosi (temperatura media giornaliera di gennaio +1,5 °C). In primavera ed autunno i boschi pontesini sono percorsi da raccoglitori di funghi in quanto ne sono particolarmente ricchi. La loro raccolta è però severamente regolamentata.

## Storia

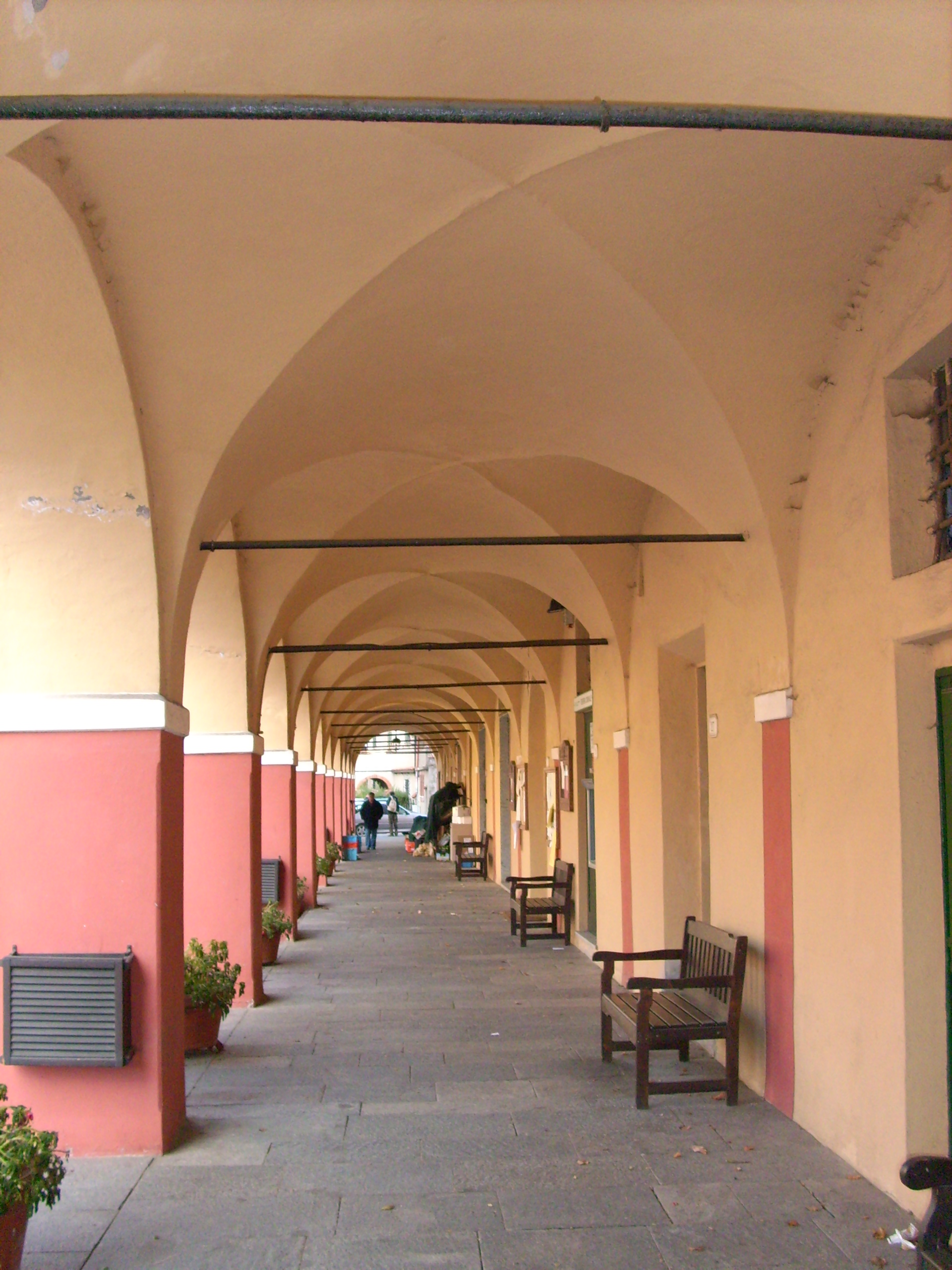
Il porticato del municipio, già palazzo marchionale degli Invrea

Citata in antichi documenti con il nome di Astoraria, la sua storia antica è legata al feudo di Pareto che fu il proprietario delle terre a partire dall'XI secolo.
Nelle terre di Pontinvrea venne edificato, nel corso del 1192, un convento di monache cistercensi alle dipendenze del monastero di Santa Maria di Latronorio di Varazze; in seguito saranno soggette all'abbazia di Santa Maria alla Croce di Tiglieto (1217).
Diventato quindi possedimento del Marchesato di Pareto ne seguì le sorti fino al 1223 quando il marchese Enrico del Bosco cedette alla Repubblica di Genova — per la somma di 3.000 lire genovesi — la proprietà su Pareto, sul castello locale, sui terreni dell'odierno comune di Mioglia e località vicine, ma non di quell'area denominata Astoraria, quindi l'attuale Pontinvrea, che rimase alla comunità o curia di Pareto.
Le sempre più frequenti dominazioni straniere nella repubblica porteranno nel 1419 al cedimento delle terre di Pareto al Marchesato del Monferrato. La località di Ponte dei Prati, termine che soppiantò l'antica denominazione di Astoraria, rimase anch'essa assoggettata al marchesato monferrino. Fu con atto ufficiale del 7 giugno 1606, con l'approvazione del duca Vincenzo I Gonzaga (questi ultimi marchesi del Monferrato), che i diritti feudali su Ponte dei Prati verranno ceduti per 10.500 crosoni dalla comunità di Pareto al nobile genovese Giovan Battista Invrea. L'ufficiale investitura avvenne nel 1607 a Casale Monferrato, nella persona del figlio Carlo Invrea, con la clausola di elevare la nuova località di Ponte di Invrea al titolo di marchesato.
Con la nuova dominazione degli Invrea si diede vita all'odierno centro abitato di Pontinvrea con l'edificazione del palazzo marchesale (l'attuale municipio), la parrocchiale di San Lorenzo e la chiesa della Madonna del Carmine. Nel 1713 a seguito della guerra di successione spagnola il territorio dello Stato monferrino viene annesso al Ducato di Savoia dal 1720. A causa della morte senza eredi maschi dell'ultimo marchese-feudatario Antoniotto II Invrea la proprietà venne acquisita dal nipote Gio Battista Imperiale nel 1730 e annessa al Regno di Sardegna.
Con la prima campagna d'Italia di Napoleone Bonaparte, sull'onda della rivoluzione francese, il territorio di Pontinvrea rientrò dal 2 dicembre 1797 nel Dipartimento del Letimbro, con capoluogo Savona, all'interno della Repubblica Ligure. Dal 28 aprile 1798 con i nuovi ordinamenti francesi, rientrò nel X Cantone, capoluogo Sassello, della Giurisdizione di Colombo e dal 1803 centro principale del I Cantone di Savona nella Giurisdizione di Colombo. Annesso al Primo Impero francese dal 13 giugno 1805 al 1814 venne inserito nel Dipartimento di Montenotte.
Nel 1815 fu inglobato nel Regno di Sardegna, così come stabilì il Congresso di Vienna del 1814, e successivamente nel Regno d'Italia dal 1861. Dal 1859 al 1927 il territorio fu compreso nel VII mandamento di Dego del circondario di Savona facente parte della provincia di Genova; nel 1927 anche il territorio comunale pontesino passò sotto la neo costituita provincia di Savona.
Subisce gli ultimi aggiustamenti al territorio comunale nel 1967 quando la borgata di Giovo Ligure viene distaccata dal comune di Stella e aggregata al territorio di Pontinvrea e ancora nel 1970 con la cessione di alcune zone di territorio dal comune di Sassello.
Dal 1973 al 30 aprile 2011 ha fatto parte della Comunità montana del Giovo.
Nel 2012 Pontinvrea è balzata alle cronache nazionali per la decisione del suo sindaco Matteo Camiciottoli di non far pagare la tassa IMU ai suoi residenti.

### Simboli
Stemma
Gonfalone

Lo stemma e il gonfalone sono stati concessi con decreto del presidente della Repubblica del 31 luglio 1981.

## Monumenti e luoghi d'interesse

La chiesa parrocchiale di San Lorenzo

### Architetture religiose
- Chiesa parrocchiale di San Lorenzo nel capoluogo. Eretta nel XVII secolo nella via principale del paese, presenta una facciata in stile barocco.
- Chiesa della Madonna del Carmine, risalente al XVIII secolo, lungo la strada per il Colle del Giovo.
- Anticamente, nel 1192, vi fu fondato dal monastero varazzino di Santa Maria in Latronorio un complesso monastico dell'ordine cistercense che nel 1217 fu assoggettato all'abbazia di Santa Maria alla Croce di Tiglieto. Tra i possedimenti del convento vi furono alcune terre nella zona dell'attuale comune di Mioglia, terre che divennero in seguito proprietà nobiliare del nuovo signore di Mioglia, il nobile genovese Oberto Avvocato. La proprietà dell'intero convento, e quindi dei suoi possedimenti e beni, passarono nel 1535 all'ospedale genovese di Pammatone.

### Architetture civili
- Palazzo municipale, già palazzo marchionale. È ubicato nella via principale del paese, lungo la strada provinciale 542; venne fatto erigere dai marchesi Invrea quando nel 1606 entrarono in possedimento del feudo di Pontinvrea. Odierna sede del municipio, si presenta come un grande edificio con porticato e locali interni affrescati. Alla destra del palazzo è presente la chiesa parrocchiale di San Lorenzo.

### Architetture militari
- Castel Delfino, di epoca medievale. Ebbe vita breve e di esso non rimangono che pochissimi ruderi su una collina lungo la strada che collega il centro con la frazione di Giovo Ligure.
- Forte di Lodrino Inferiore, edificato nel XIX secolo[11], facente parte dei sei forti eretti nella frazione di Giovo Ligure, lungo la strada di accesso al Piemonte.
- Forte di Lodrino Superiore, sull'altura del Bric di Cioi, alle spalle di Lodrino Inferiore, abbandonato già nella prima guerra mondiale[11].
- Forte Tagliata del Giovo, sulla sella del valico del Giovo. La postazione difensiva fu notevolmente danneggiata nel corso della seconda guerra mondiale[11], quando il forte divenne sede del reggimento San Marco della Repubblica Sociale Italiana[11]. Lungo il corpo che fiancheggia la strada si scorgono ancora due cannoniere gradinate per pezzi da 12 GRC Ret[11].

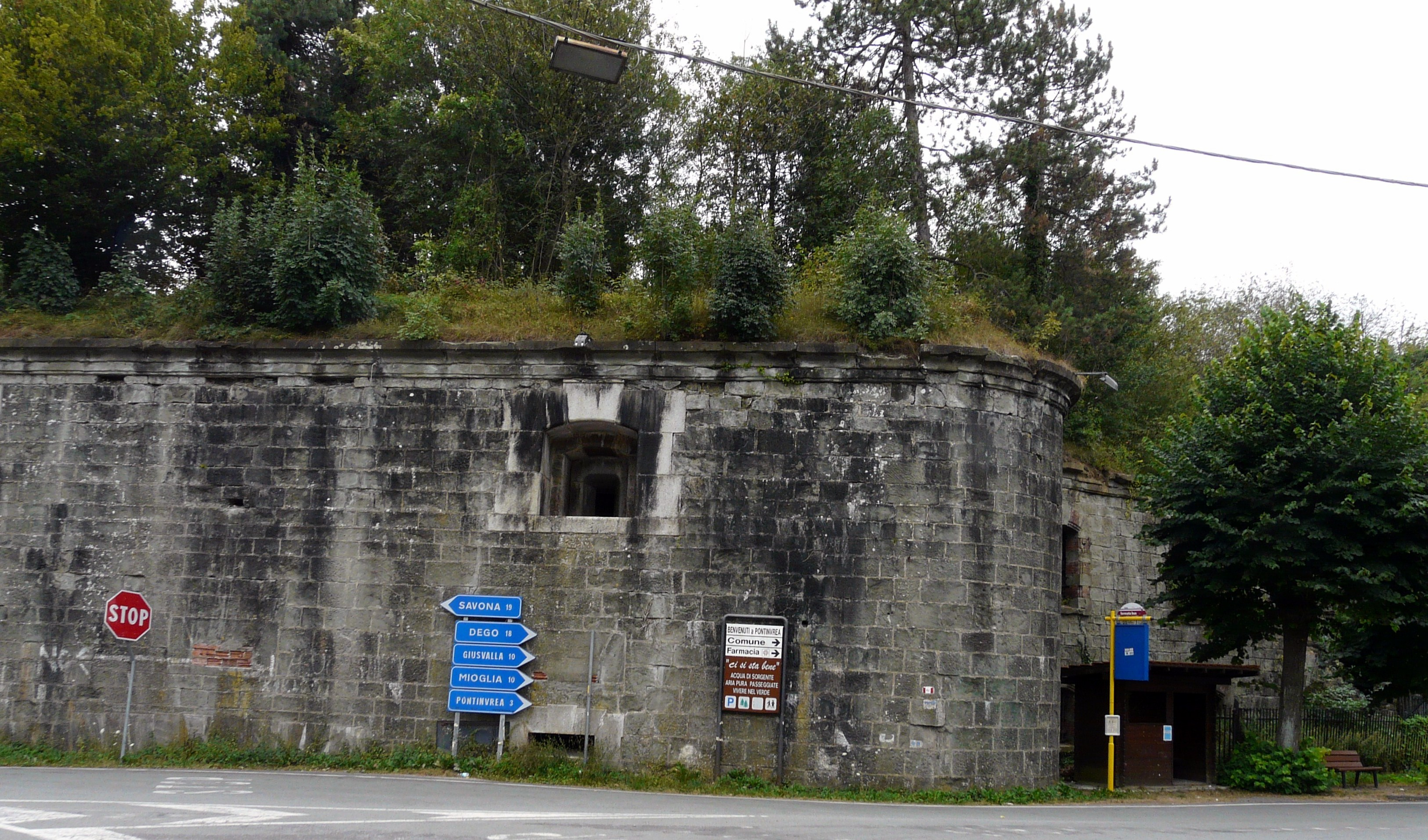
Il forte Tagliata del Giovo

- Forte Scarato. A pianta pentagonale e consto da una batteria in muratura, era dotato di tre massicce caponiere e casematte per fucileria. Il primo piano del forte ospitava le camerate e i locali di servizio della truppa; nel piano sottostante erano ubicati i magazzini, la riserva delle munizioni e la polveriera. La batteria era armata con un affusto corazzato per due cannoni da 120 ARC in cupola Gruson.
- Forte Moglie. Avente le stesse caratteristiche strutturali del forte Scarato, è posizionato su un'altura dominante la strada provinciale 537, lungo la direttrice Sassello-Acqui Terme, con una copertura della batteria della strada che saliva da Varazze a Stella e la sella del valico del Giovo.
- Forte Bruciato. Pressoché simile strutturalmente ai forti Moglie e Scarato, è il forte maggiormente visibile in quanto non invaso dalla vegetazione infestante. Era munito di due cannoni da 120 ARC su affusto corazzato Gruson.

### Aree naturali
Nel territorio comunale di Pontinvrea è presente e preservato un sito di interesse comunitario, proposto dalla rete Natura 2000 della Liguria, per il suo particolare interesse naturale e geologico. Il sito è condiviso tra i comuni di Pontinvrea e Sassello, tra la piana del torrente Erro e la foresta di pino nero della Deiva. Tra la flora sono segnalate la presenza delle orchidee, dell'ontano nero e la felce di Maranta; tra le specie animali l'uccello biancone e, tra i pesci, lo scazzone, la lasca, il vairone e il barbo.

## Società

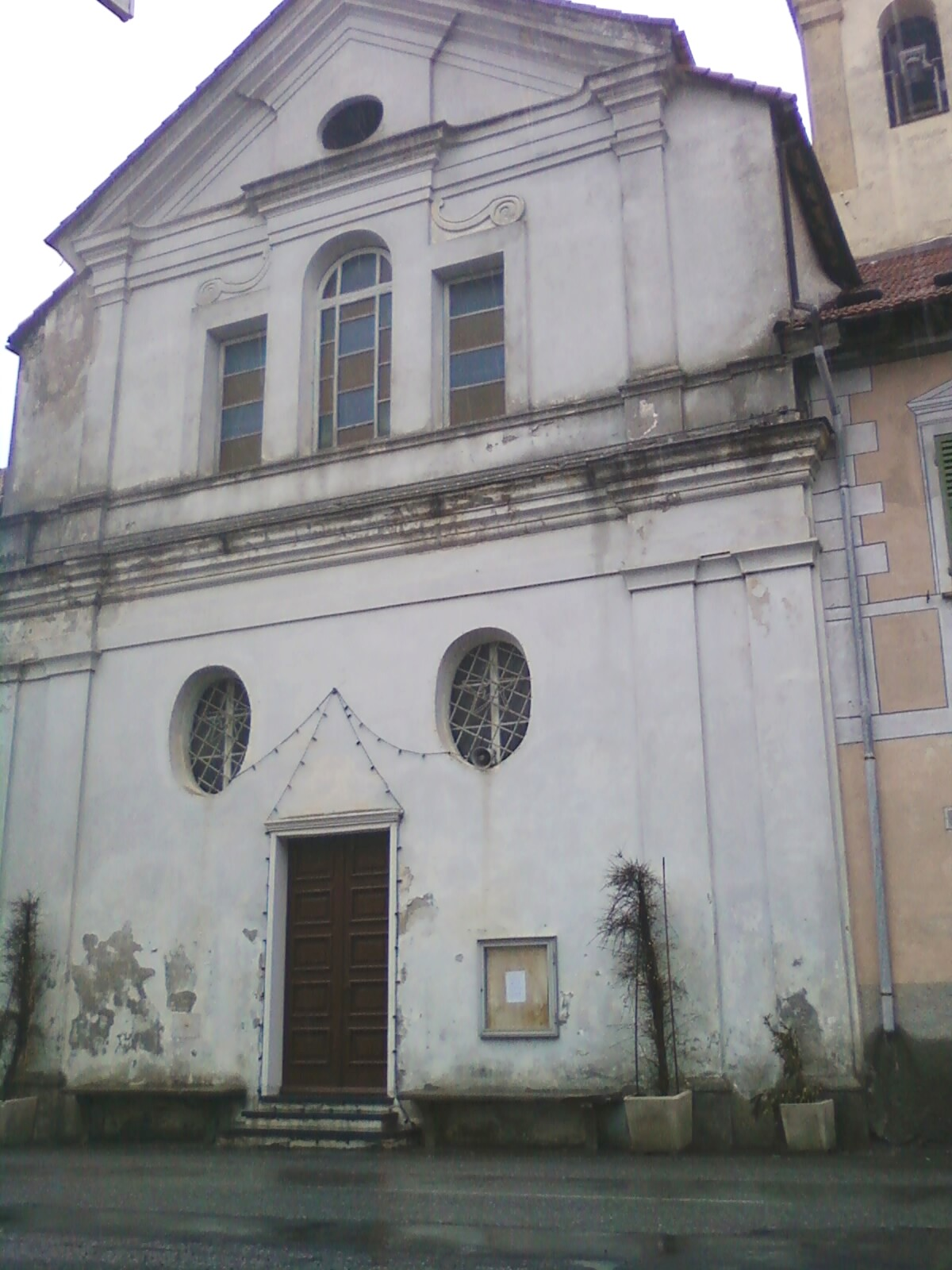
La chiesa della Madonna del Carmine nell'omonima località

### Evoluzione demografica
Abitanti censiti

### Etnie e minoranze straniere
Secondo i dati Istat al 31 dicembre 2019, i cittadini stranieri residenti a Pontinvrea sono 26.

## Geografia antropica
Il territorio comunale è costituito, oltre al capoluogo, anche dall'unica frazione di Giovo Ligure e dalle località di Carmine, Ferriera, Pianbottello e Repiano per una superficie territoriale di 24,95 km².
Confina a nord con il comune di Mioglia, a sud con Albisola Superiore, ad ovest con Giusvalla e Cairo Montenotte, ad est con Sassello e Stella.

## Economia
Le principali risorse economiche del comune sono l'attività agricola e il turismo vacanziero. L'agricoltura è sviluppata in pianura e nelle colline circostanti. La maggiore produzione è legata alla frutta e agli ortaggi. Nel territorio viene inoltre praticata l'allevamento del bestiame, maggiormente i bovini, e il commercio di essi.
Fiorente e produttivo è il commercio del legname, impiegato soprattutto nei cantieri navali della costa.

## Infrastrutture e trasporti

### Strade
Il centro di Pontinvrea è attraversato principalmente dalla strada provinciale 542 di Pontinvrea che gli permette il collegamento stradale con la provinciale 334 del Sassello, a sud nei pressi della frazione di Giovo Ligure, e con Giusvalla a nord.

## Amministrazione

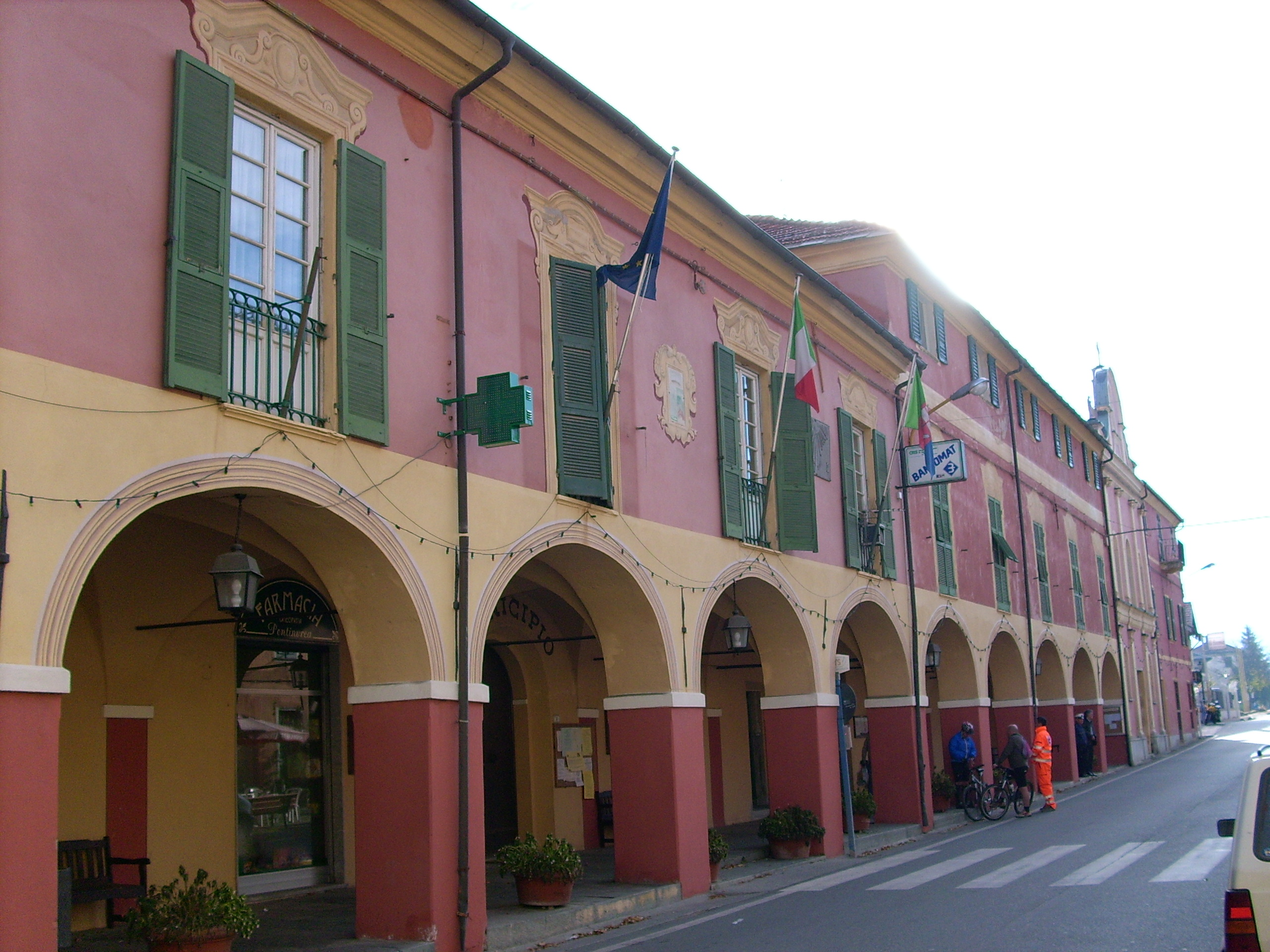
Il palazzo marchionale degli Invrea, oggi palazzo municipale